# Tibellus utotchkini
Tibellus utotchkini là một loài nhện trong họ Philodromidae.
Loài này thuộc chi Tibellus. Tibellus utotchkini được A. V. Ponomarev miêu tả năm 2008.